# Oxychirus semisericeus
Oxychirus semisericeus är en skalbaggsart som beskrevs av Max Quedenfeldt 1888. Oxychirus semisericeus ingår i släktet Oxychirus och familjen Melolonthidae. Inga underarter finns listade i Catalogue of Life.